# Коломазов, Борис Иванович
Борис Иванович Коломазов — советский хозяйственный и политический деятель.

## Биография
Родился в 1933 году в селе Спасском. Член КПСС.
Окончил Горьковский политехнический институт.
В 1956—1970 гг. — начальник смены, старший инженер производственно-технического отдела, заместитель начальника, начальник цеха, начальник производственно-технического отдела Чернореченского химического комбината им. М. И. Калинина.
В 1970—1985 гг. — директор Чернореченского химического комбината им. М. И. Калинина/генеральный директор производственного объединения «Корунд».
Избирался депутатом Верховного Совета СССР 9-го созыва.
Жил в Нижегородской области.

## Награды
- Орден Ленина (1981)
- Орден Октябрьской Революции
- Орден Трудового Красного Знамени